# Tomosvaryella tuberculatus
Tomosvaryella tuberculatus är en tvåvingeart som beskrevs av Hardy 1948. Tomosvaryella tuberculatus ingår i släktet Tomosvaryella och familjen ögonflugor.
Artens utbredningsområde är Kuba. Inga underarter finns listade i Catalogue of Life.